# Кардаш Володимир Володимирович
Володимир Володимирович Кардаш (нар. 18 липня 1986, Львів) — український футзаліст, гравець львівської «Енергії».

## Біографія
Народився у м. Львів. Футболом почав займатись у 10 років, коли вступив до ДЮСШ львівських «Карпат». Кар'єра у футболі не склалася і в 11 класі Кардаш спробував свої сили у футзалі.

## Ігрова кар'єра
Майстер спорту. Чотириразовий чемпіон України з футзалу (2007, 2009, 2012, 2016), срібний призер Чемпіонатів України (2006, 2008, 2011, 2014, 2017, 2018), бронзовий призер (2010, 2013, 2015), володар Кубка України (2011, 2012, 2013, 2018). У складі «Енергії» Володимир Кардаш провів 16 сезонів, зіграв більше 350 матчі та забив 6 м'ячів.

## Індивідуальні нагороди
- Найкращий воротар Екстра-ліги (4): 2013/14, 2015/16, 2017/18/ 2018/19
- Найкращий воротар Кубку ліги: 2018
- Найкращий гравець місяця в Екстра-лізі: березень 2019[3]
- Учасник матчу всіх зірок Екстра-ліги: 2018[4]

## Оцінка гри
Один з найстабільніших українських воротарів. Дисциплінований і цілеспрямований. Впродовж довгих років демонструє стабільну гру, має хорошу реакцію. Правильно обирає позицію та вміє передбачати ситуацію на майданчику. Віддає якісні передачі, як рукою, так і ногою.